# Ostsee-Gymnasium (Sassnitz)
Das Ostsee-Gymnasium  (oft abgekürzt als: OGS) in Sassnitz auf der Insel Rügen war bis zu seiner Schließung im Jahre 2008 ein allgemeinbildendes Gymnasium, das zum Abitur (allgemeine Hochschulreife) führte. Es wurde kurz nach der Wende (1991) gegründet. Seinen Namen hatte das Gymnasium durch seine unmittelbare Lage an der Ostsee erhalten.
In seiner stärksten Zeit (1993) wurden 883 Schüler am Ostsee-Gymnasium unterrichtet. Das Einzugsgebiet erstreckte sich damals bis nach Dranske im Norden sowie nach Binz im Süden der Insel.
Das Anfang der 1950er Jahre entstandene Schulgebäude in der Sassnitzer Schulstraße, das vom Ostsee-Gymnasium genutzt wurde, steht unter Denkmalschutz.

## Geschichte des Schulgebäudes
Anfang der 1950er Jahre herrschte Aufbruchsstimmung in Sassnitz. Die gewaltigen wirtschaftlichen und gesellschaftlichen Entwicklungen der jungen Bevölkerung machten den Neubau einer weiteren Schule erforderlich. Als am 27. Oktober 1951 die Grundsteinlegung erfolgte, hatte Sassnitz noch kein Stadtrecht. Mit dem Bauentwurf wurden die renommierten Architekten Grundmann und Henselmann betraut, auch dies ein Indiz für den Stellenwert, der diesem Projekt beigemessen wurde.
Zwei Jahre später erfolgte die feierliche Einweihung der neuen Mittelschule. Schulleiter wurde Herr Hagspiel. Das Gebäude vertritt den Baustil des sozialistischen Realismus. Separat dazu wurde eine Sporthalle gebaut.
Zukunftsweisend und modern gestalteten die Planer seinerzeit das Umfeld der Schule. Der Schulhof ging ohne Zaun oder Grenzen über in einen öffentlichen Rosengarten mit integrierter Springbrunnenanlage. 1970 wurde der Platz für politische Zwecke umgestaltet.

## Die Schulentwicklung in Sassnitz (Insel Rügen)
Zu Beginn des Schuljahres 1959/60 bekam die damalige Mittelschule den Status einer zehnklassigen Polytechnischen Oberschule (POS). Dieser erzwang umfangreiche Umbaumaßnahmen.

Lucia-Singen im Ostsee-Gymnasium

Schulleiterin war damals von 1960 bis 1965 Ilse Rumposch. Ab 1963 wurden an der Schule drei Jahrgänge für den Fischfangbetrieb unterrichtet. Auf Rumposch folgte Dieter Schäfer bis 1990. 1990 beschloss die Lehrerkonferenz, den Namen W.I. Lenin-Schule abzulegen, Annelies Weihrich wurde für das Jahr des Überganges Schulleiterin. Ein Jahr später stimmte die Sassnitzer Stadtvertretung zu, dass das Ensemble zum Gymnasium umfungiert werde. Helmut Nitkowski wurde im selben Jahr Schulleiter. Im Jahr darauf übernahm Norbert Thomas diese Position, die er bis 2007 innehielt. Im Schuljahr 1993/94 besuchten genau 883 Schüler (inkl. Außenstelle Dranske) das Sassnitzer Gymnasium. Am 29. Mai 1997 erhielt die Schule ihren Namen durch den damaligen Ministerpräsidenten von Mecklenburg-Vorpommern, Berndt Seite, verliehen. Wegen ihrer unmittelbaren Lage zur Ostsee hieß sie von nun an Ostsee-Gymnasium Sassnitz.
Aufgrund einer Novellierung des Schulgesetzes wechseln die Grundschüler in M-V ab dem Schuljahr 2006/07 nach der vierten Klasse für zwei Jahre an die Regionale Schule. Danach erst entscheiden sie sich für das Gymnasium.
Im Schuljahr 2007/08 wurden nur noch 373 Schüler unterrichtet – das Ende des Ostsee-Gymnasiums. Schulleiterin Silke Frank bereitete den reibungslosen Übergang zum Ernst-Moritz-Arndt-Gymnasium in Bergen vor. Aus dem Gymnasium wurde 2008 die Grundschule Ostseeblick.